# Balanço Geral
Balanço Geral é um programa jornalístico e formato de jornalismo local brasileiro da Record e suas emissoras, cada uma com um estilo diferente de apresentação e foco jornalístico que varia entre jornalismo policial e comunitário, além de pautas e quadros de forte apelo popular. Originou-se em 1985 na TV Itapoan de Salvador, Bahia, apresentado por Fernando José, a partir de um programa radiofônico de mesmo nome oriundo da Rádio Sociedade da Bahia.
A partir de 2004, ganhou âmbito nacional após estrear versões locais em outras emissoras próprias da então Rede Record, e em 2007, estreou a versão nacional apresentada por Geraldo Luís. Posteriormente, com o advento do formato nas demais praças, esta versão tornou-se local para o estado de São Paulo, e a rede passou a ter novamente uma versão nacional em 2015, apresentada por Luiz Bacci, intitulada de Balanço Geral Manhã, atualmente sob o comando de Willian Leite.

## História
O programa surgiu em Salvador, inicialmente na Rádio Sociedade da Bahia em 1980, sendo apresentado inicialmente pelo radialista e repórter Guilherme Santos. Após o sucesso da versão radiofônica em toda a Bahia, criou-se a sua versão para a televisão em 1985, por Alfredo Raimundo Filho, Carlos Borges e Pedro Irujo. Neste primeiro momento, tornou-se âncora do programa o radialista e ex-prefeito de Salvador, Fernando José, e como repórter de rua, além de produtor, Guilherme Santos, que devido ao grande sucesso na atração tornou-se o terceiro vereador mais votado de Salvador em 1988.
Em São Paulo, estreou em 3 de dezembro de 2007, com apresentação de Geraldo Luís. Atualmente, possui duas edições: às 5h (a partir de 7h30, apenas para São Paulo), com apresentação de Dionísio de Freitas, e às 11h:50, com apresentação de Eleandro Passaia.
Em Sergipe era anteriormente apresentado por Cláudio Luís, que fez parte da equipe da Record durante muitos anos antes de se mudar para a equipe da TV Atalaia de Sergipe. Após várias declarações polêmicas, o apresentador foi afastado e posteriormente desligado da emissora. O programa foi passado por Evenilson Santana, que era repórter de rede e apadrinhado pelo apresentador da versão nacional do Cidade Alerta, Marcelo Rezende. Já em Alagoas, depois de estrear sob o comando de Rafael Alves, o programa passou para as mãos de Jefferson Morais, que retornou à TV Pajuçara depois de alguns anos fora do ar, seguindo sua carreira política. O programa é exibido das 7h50 às 8h20, ao vivo, de segunda a sexta. Antes apresentador, Rafael Alves voltou para a reportagem e atua nos diversos programas jornalísticos da emissora local. Na faixa vespertina, porém, o formato policialesco/popular fica por conta do programa Fique Alerta, apresentado por Gernand Lopes.
Em 15 de fevereiro de 2016, Priscila Andrade assume o Balanço Geral SE na TV Atalaia, o antigo apresentador, Evenilson Santana volta a ser repórter e no mês seguinte é desligado da emissora. Meses depois, em 30 de junho a emissora sergipana reduz o tempo do programa, entrando no ar às 7h30 logo após exibir a versão nacional com Luiz Bacci. Em 25 de agosto, a RecordTV Brasília anuncia a contratação do jornalista Marcos Paulo, o "Marcão do Povo", para apresentar o Balanço Geral DF, substituindo Henrique Chaves. Sua estreia na atração ocorreu em 26 de setembro. Porém, Marcos foi demitido no dia 18 de janeiro de 2017 da emissora ao praticar injúria racial contra a cantora Ludmilla ao vivo durante o quadro "A Hora da Venenosa" (quadro que trata sobre as fofocas de artistas) na edição de 9 de janeiro. No seu lugar, foi colocado o jornalista Dionísio Freitas.
Em 22 de agosto, estreia a edição vespertina do Balanço Geral SE, com a volta de Tiago Hélcias a televisão sergipana, o apresentador que teve uma passagem muito longa pela TV Sergipe estava afastado da comunicação e morando na Bahia. O programa conta também com o ex coronel da Polícia Militar de Sergipe, Maurício Lunes para os comentários de segurança pública. Assim a TV Atalaia passa a ter duas edições diárias do programa e neste mesmo dia, passou a exibir o Balanço Geral Manhã com Luiz Bacci desde as 6 h, antes mesmo da entrada da rede.
A partir de 3 de janeiro de 2017 o Balanço Geral BA Manhã entra no ar às 6h15 com o Raimundo Varela. Em 1º de fevereiro, a RecordTV Brasília anuncia a contratação do apresentador e radialista Fred Linhares para apresentar o Balanço Geral DF. A contratação de Fred foi consequência da demissão de Marcão do Povo, que apresentava o programa, que, se envolveu uma polêmica, após declarações racistas relacionadas a cantora Ludmilla ao chama-lá de "macaca".
Devido à má fase do Balanço Geral SE Manhã, a TV Atalaia rebaixa a apresentadora Priscila Andrade para a produção e o ex-prefeito de Nossa Senhora do Socorro, Fábio Henrique assume a apresentação do programa com novo horário, o programa volta a entrar no ar às 6h30 e ganha mais tempo, indo até às 8h. O programa trouxe também a volta do jornalista Ivaldo José a comunicação, após trocar uma carreira famosa na TV Sergipe pela câmara municipal de Aracaju, onde foi vereador por um mandato. Assim, a emissora deixa de transmitir a versão nacional do programa.
Em janeiro de 2018, a emissora anuncia que o Balanço Geral SP passa a ser exibido também aos sábados, só com reprises do quadro "A Hora da Venenosa", não alcançando a mesma audiência da semana por se tratar de conteúdo reprisado e por receber baixa audiência do The Love School.
Em 5 de março de 2018, Bruno de Abreu estreia no comando do Balanço Geral Manhã e SP no Ar. O apresentador Matheus Furlan passa a ser apresentador eventual do Balanço Geral SP. O repórter de São Paulo Giuliano Marcos assume o lugar de Bruno no Balanço Geral PR em Londrina.
Em 29 de abril de 2019, estreou na TV Cidade de Fortaleza o Balanço Geral CE, com apresentação de Ísis Cidade. Em 10 de junho, a TV Equinócio estreia o Balanço Geral AP Manhã, com Silvio Motta. No dia 17 de junho, com a criação da RecordTV Manaus, estreou o Balanço Geral Manaus com apresentação de Fabíola Gadelha. No mesmo dia, a RIC TV estreia o Balanço Geral PR Manhã para todo o estado, com apresentação de Rebeca Branco, mas em 13 de julho, a emissora cancelou o programa e a apresentadora foi deslocada para uma emissora no interior do Paraná.
Em 16 de setembro, Reinaldo Gottino apresentou pela última vez o Balanço Geral SP, após fechar com a CNN Brasil e comunicar a Record que não renovaria seu contrato, previsto para expirar ao fim do mês. Com isso, nomes como Luiz Bacci e Matheus Furlan passaram a apresentar interinamente o programa, até que em 30 de setembro, Geraldo Luís assumiu a apresentação do Balanço Geral SP pela terceira vez. Também no mesmo dia, Henrique Chaves reassumiu após três anos o comando do Balanço Geral DF na RecordTV Brasília, substituindo Fred Linhares, que foi para o seu lugar no Cidade Alerta. Em 30 de outubro, Fabíola Gadelha se despede do Balanço Geral Manaus, retornando para a matriz da Record em São Paulo e cedendo seu posto para o apresentador Clayton Pascarelli.
Em 4 de novembro, a Record anuncia a contratação de Celso Zucatelli para a apresentação do Balanço Geral Manhã. Zucatelli assumiu o programa em 18 de novembro, ao mesmo tempo em que a atração passa a ocupar toda a grade local da Record pela manhã, culminando com a extinção do SP no Ar e a inclusão de Bruno de Abreu como co-apresentador e Mariana Bispo no quadro da previsão do tempo. Foi tomada decisão semelhante também no Rio de Janeiro, onde Lívia Mendonça passou a fazer o programa com Gustavo Marques (que fazia o RJ no Ar), além da contratação de Rafaela Cascardo para a previsão do tempo.
Em 16 de dezembro, Lívia Mendonça foi afastada do Balanço Geral RJ Manhã, passando a apresentar as edições de sábado do Balanço Geral RJ. Gustavo Marques passou a comandar sozinho o programa, enquanto Rafaela Cascardo continua a comandar a previsão do tempo.
Em março de 2020, Hugo Esteves foi afastado do Balanço Geral PE, devido a pandemia do coronavírus, sendo substituído por Fábio Araújo. Em abril, Hugo foi demitido da TV Clube e a direção da emissora decidiu manter Fabio Araújo como titular.
Em 29 de maio, a Record anuncia a recontratação do jornalista Reinaldo Gottino, que estava na CNN Brasil há oito meses, para voltar a apresentar o Balanço Geral SP. No mesmo dia a RIC anuncia Jasson Goulart, ex-RPC, para comandar o Balanço Geral PR no lugar de Guilherme Rivaroli, que vai para o PR no Ar.
Em 1.º de junho, Samuel Vettori assume o Balanço Geral RS, e Voltaire Porto volta ao Cidade Alerta RS e também passa a comandar a Edição de Sábado do Balanço Geral da RecordTV RS.